# Eugenia aschersoniana
Eugenia aschersoniana là một loài thực vật có hoa trong Họ Đào kim nương. Loài này được F.Hoffm. mô tả khoa học đầu tiên năm 1889.